# Сенюк, Анна
Анна Сенюк (пол. Anna Seniuk; род. 17 ноября 1942, Станислав, СССР) — польская актриса театра, кино, радио и телевидения, также актриса озвучивания.

## Биография
Анна Сенюк родилась 17 ноября 1942 года в Станиславе. Дебютировала в театре в 1964 году. Актёрское образование получила в Государственной высшей театральной школе в Кракове, которую окончила в 1964 году. Актриса театров в Кракове и Варшаве. Выступает в спектаклях «театра телевидения» с 1966 года.

## Избранная фильмография

### актриса
- 1963 — Выходные / Weekendy — Магда
- 1963 — Почтенные грехи / Zacne grzechy — девушка из деревни
- 1965 — Ленин в Польше / Lenin w Polsce — девушка
- 1965 — Нелюбимая / Niekochana — официантка
- 1968 — Кукла / Lalka — проститутка Магдаленка
- 1968 — Ставка больше, чем жизнь / Stawka większa niż życie (только в серии 12) — Эльза Шнидтке, связная
- 1970 — Романтики / Romantyczni — служанка
- 1971 — Кардиограмма / Kardiogram — Тереса Войцеховская
- 1973 — Чёрные тучи / Czarne chmury (телесериал) — Магда
- 1974 — Потоп / Potop — Марыня Гаштовтувна-Пацунелька
- 1974 — Сколько той жизни / Ile jest życia (телесериал) — Данеля
- 1974–1977 — Сорокалетний / 40-latek (телесериал) — Магда
- 1975 — Моя война, моя любовь / Moja wojna, moja miłość — знакомая отца Марека
- 1976 — Я — мотылёк, или Роман сорокалетнего / Motylem jestem, czyli romans 40-latka — Магда
- 1978 — Обратный билет / Bilet powrotny
- 1979 — Отец королевы / Ojciec królowej — королева Мария Казимира
- 1979 — Барышни из Вилько / Panny z Wilka — Юльця
- 1980 — Точки соприкосновения / Czułe miejsca — барменша
- 1980 — Ночная бабочка / Ćma — Магда
- 1981 — Коноплянка / Konopielka — Хандзя, жена Казюка
- 1983 — Соболь и панна / Soból i panna — Марцеля
- 1990 — Европа, Европа / Europa Europa — Розмари
- 1991 — Шведы в Варшаве / Szwedzi w Warszawie — Хиполитова
- 1992 — Виновность невиновного, или Когда лучше спать / Coupable d'innocence ou Quand la raison dort
- 2006 — Мальчик на скачущем коне / Chłopiec na galopującym koniu — медсестра Бася

### польский дубляж
- Американская сказка 2: Фейвел едет на Запад, Гномео и Джульетта, Приключения пчёлки Майи, Старые ворчуны разбушевались, Феи: Потерянное сокровище, Хроники Нарнии: Лев, колдунья и волшебный шкаф.

## Признание
- 1977 — Золотой крест Заслуги.
- 1986 — Награда «Комитета в дела радио и телевидение» за радио и телевизионное творчество.
- 1988 — Кавалерский крест ордена Возрождения Польши.
- 1989 — Заслуженный деятель культуры Польши.
- 1997 — «Wielki Splendor» — приз «Польского радио» лучшему актёру радиопостановок.
- 2002 — Офицерский крест ордена Возрождения Польши.
- 2011 — Командорский крест ордена Возрождения Польши.
- 2011 — Золотая Медаль «За заслуги в культуре Gloria Artis».